# محمد بن الحسين الزاغولي
أبو عبد الله محمد بن الحسين بن محمد الأزدي الزّاغُولي (1080 - 6 مايو 1164) عالم مسلم خراساني في القرن السادس الهجري/ الثاني عشر الميلادي. هو فقيه شافعي وحافظ الحديث ومفسر ولغوي. ولد بزاغُول من قرى بَنج ديه بمرو الروذ وأقام واشتهر بمرو. ورحل إلى هراة وكتب الكثير. حدث عنه أبو سعد السمعاني وولده أبو المظفر. له قيد الأوابد في أكثر من أربعمائة مجلدة، في التفسير والحديث والفقه واللغة.

## سيرته
هو محمد بن الحسين بن محمد بن الحسين بن علي بن يعقوب المروزي البَنجديهي الزّاغُولي الأزدي، أبو عبد الله، ولد سنة 472هـ/ 1080م في زاغول من قری بنج ديه بمرو الروذ بخراسان. أقام واشتهر في بمرو. ذكره الحافظ أبو سعد السمعاني، وحدث عنه هو وولده أبو المظفر عبد الرحيم، فقال : تفقه على والدي أبي بكر محمد، والموفق بن عبد الكريم الهروي، وسمع من أبي الفتح نصر بن إبراهيم الحنفي، وأبي محمد البغوي، وعيسى بن شعيب السجزي وغيرهم. وكان صالحا، خشن العيش، قانعا باليسير، عارفا بالحديث وطرقه، اشتغل بطلبه وجمعه طول عمر، وجمع وصنف، وكان عارفا باللغة، كتب الكثير، ورحل إلى هراة، سمعت منه وبقراءته، جمع كتابا كبيرا أكثر من أربعمائة مجلدة يشتمل على التفسير والحديث والفقه واللغة، سماه قيد الأوابد، ولد سنة بضع وسبعين وأربعمائة. 

توفي في 12 جمادى الآخرة 559 هـ/ 6 مايو 1164 ربما في مرو.

## مؤلفاته
- قيد الأوابد في أكثر من أربعمائة مجلدة، في التفسير والحديث والفقه واللغة.